# 方違神社
方違神社（羅馬化：Hochigai jinja），是一座位於日本大阪府堺市堺區北三國丘町的神社。舊社格為鄉社。其主祭的神明為方違幸大神，長久以來，該神社以其避邪和擇吉的功能，成為地方民眾信仰的中心。

## 歷史
根據方違神社的傳說，公元前90年（崇神天皇八年）12月29日，物部大母呂隅足尼應崇神天皇的命令，被派往茅渟的石津原，進行須佐之男神的祭祀，這被視為神社創建的開端。
在那之後，當神功皇后在三韓征伐成功後遭遇忍熊皇子發動叛亂時，她在該神社祭祀天神地祇，祈求避免災禍，並最終在戰鬥中取得勝利。此外，應神天皇不僅祭祀須佐之男神和天神地祇，還祭祀了三筒男神（住吉三神）和神功皇后，並將這個地方命名為「方違大依羅神社」，也稱這個地方為「方違宮」。

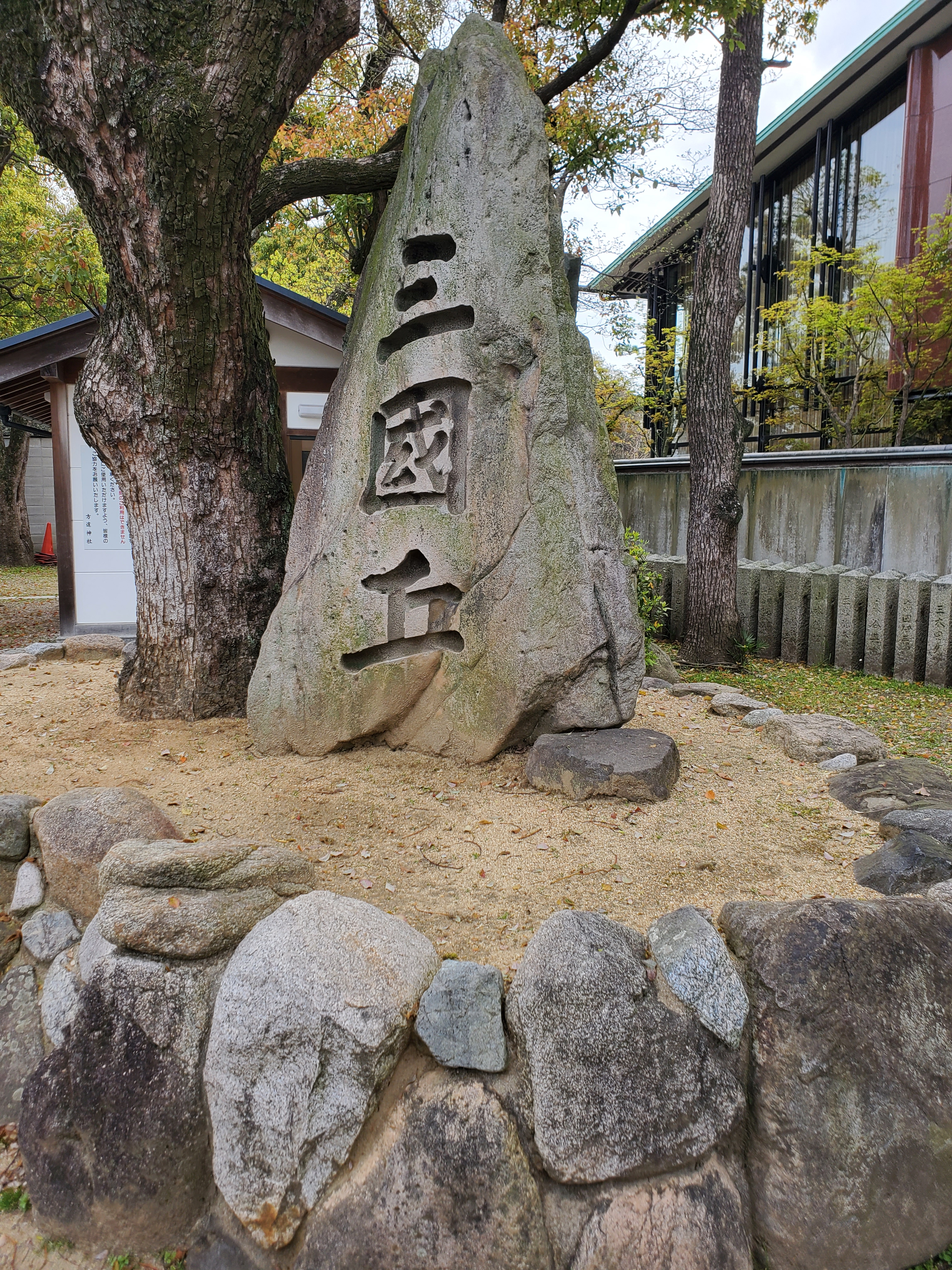
三國丘碑

該神社位於攝津國、河內國、和泉國的交界處的三國山（即今天的三國丘），這是一塊不屬於任何三令制國的土地，也是一個無方位的地方，自古以來就以其避邪和擇吉的功能聞名。
在奈良時代，由於行基在此建造的小屋和水井，使得這個地方成為人馬來往的交通要道。在天平15年（743年），該處建立了向泉寺，該寺後來成為了神宮寺，現址位於三國丘高校。

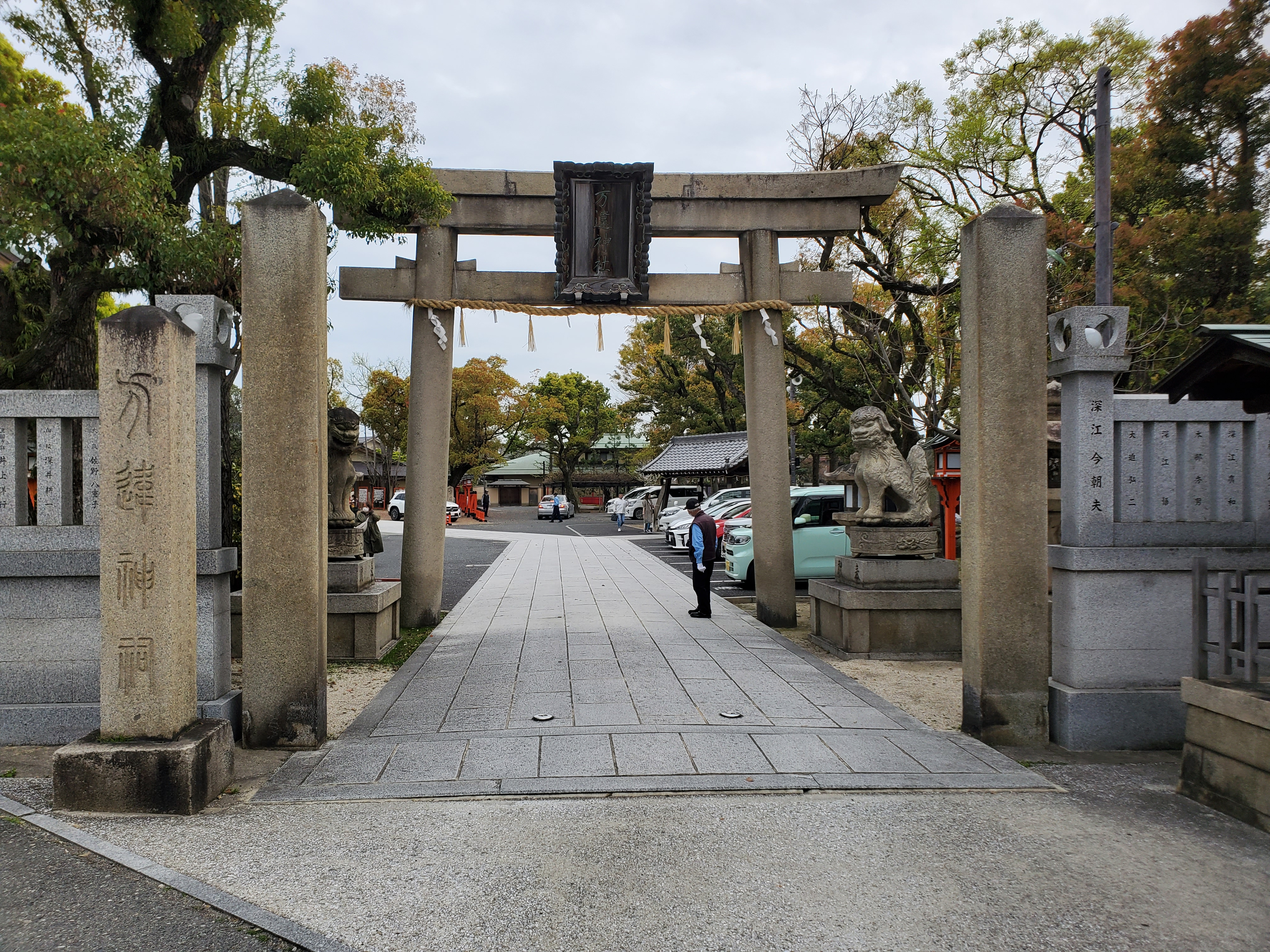
神社鳥居

到平安時代，該神社因為位於通往熊野街道，成為熊野三山參拜者祈求旅途平安的地方。
永正年間（1504年至1521年），向泉寺遭遇火災而被燒毀，後來在現今堺區市之町東的地方重建。
1868年（明治元年），在遷都東京之際，方違神社接受了17天的祈禱任務。隨著神佛分離令的實施，神宮寺向泉寺被廢棄。
1873年（明治6年）3月，方違神社被正式認定為鄉社。1907年（明治40年）2月，水天宮社被納入方違神社，同年10月，泉北郡向井村的向井神社（牛頭天王社）及其境內的愛宕神社、神明社、小祠四社也被合祀，並一度更名為方違天王神社，但不久後又恢復原名。1908年（明治41年）12月，八幡社和武內社也被合祀。
1945年（昭和20年）7月10日，堺大空襲中方違神社社殿被毀，但在1948年（昭和23年）得到重建。2017年（平成29年）12月，社殿進行更新。
至今，方違神社仍是許多人在轉職、結婚搬家或海外旅行等重要生活轉折點尋求祝福的地方。參拜者在這裡進行方位淨化，並帶回神社的淨砂，撒在家中四周以求平安。
方違神社的厄除守中，除了御札外，還包含了御砂和象徵避邪的粽子，這源於古老的傳統，當時人們會奉獻包裹著當地黏土的粽子。
在神社的境內，可以看到三國丘碑和養蠶興業碑等紀念碑。方違神社位於反正天皇陵的東北側。

## 大阪府指定天然紀念物

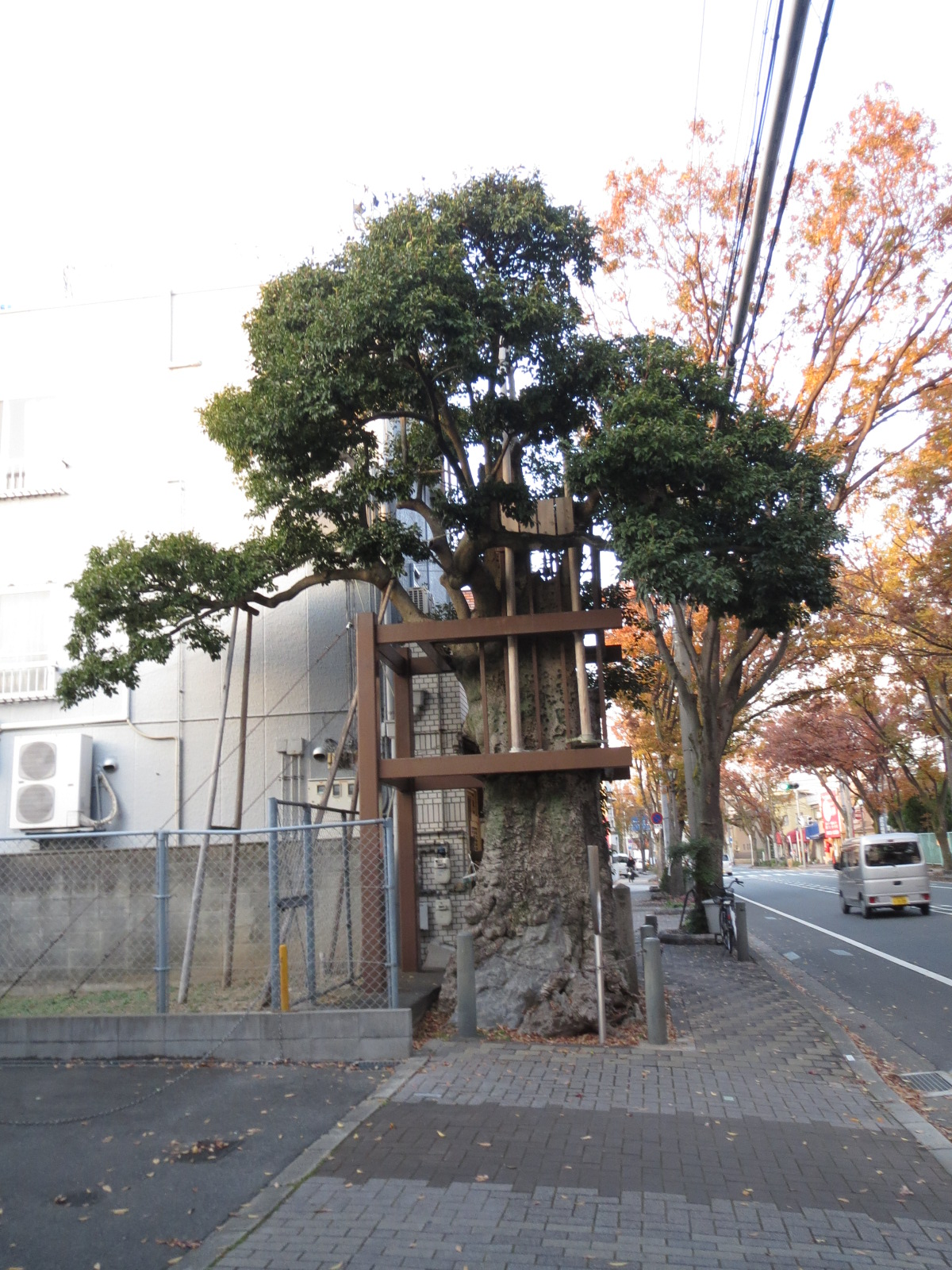
鐵冬青

1973年3月30日，一株鐵冬青被大阪府指定為天然紀念物。其不在神社的內部，而是位於方違神社東南方，人們俗稱的「櫸樹通」上。這片土地曾屬於向井神社。樹木半身處直徑為1.1米，周長達3.5米，高度為6.8米（1992年的測量）。到了2018年，該樹樹體已經衰退，目前需要鐵柱的支撐來維持。

## 傳說
在神武天皇征東的過程中，他的兄長發動叛亂。一位老人在神武天皇的夢中顯現，指示他製作瓦片和飴糖，獻於神前，便能鎮壓任何造反者。依照這個神諭，神武天皇讓兄長的族人屈服。後來，當神功皇后抵達堺港，並登上三國丘時，她用葦葉包裹本地的黏土進行驅邪儀式，並用黏土製成的飴獻於神前，祈求治國平天下之願。
每年二月節分時，會有商家販賣飴糖，家庭們會購買來慶祝並享用。方違神社的紋章是粽子，這源於神功皇后用葦葉包裹黏土進行驅邪的傳說，因此在每年5月31日的例祭中，人們會獻上粽子。

## 外部鏈結
- 官方网站 （日語）